# عبد الله بن حسن النعيمي
الفريق الركن عبد الله بن حسن النعيمي وزير شئون الدفاع البحريني منذ ديسمبر 2018 خلفا للفريق الركن يوسف بن أحمد الجلاهمة..

## عن حياته
- التحق بقوة دفاع البحرين في عام 1972.
- تخرج من الكلية العسكرية الكويتية عام 1974.
- عُين مفتاشًا عامًا بين مارس 2010 إلى ديسمبر 2018.
- عُين وزير شئون الدفاع البحريني منذ ديسمبر 2018.
- حصل على درجة الماجستير في العلوم العسكرية من جمهورية باكستان الإسلامية.
- كما أنهى العديد من الدورات العسكرية في البلاد العربية والأجنبية مثل الأردن، باكستان، المملكة المتحدة، الولايات المتحدة.

## الأوسمة التي حصل عليها
- وسام تقدير الخدمة العسكرية من الدرجة الأولى في عام 1978.
- وسام الواجب العسكري في عام 1987.
- وسام نوط تحرير دولة الكويت في عام 1991.
- وسام تحرير دولة الكويت من الدرجة الثالثة في عام 1997.
- وسام البحرين من الدرجة الثانية في عام 1997.
- وسام حوار من الدرجة الأولى في عام 2001.
- وسام الكفائة العسكرية من الدرجة الأولى في عام 2007.
- وسام البحرين من الدرجة الأولى في عام 2011.
- نواط الشهامة في عام 2011.